# Холстомер
«Холстоме́р» — повесть русского писателя Льва Толстого, написанная в 1886 году и представляющая собой рассказ мерина Холстомера о своей жизни.

## Сюжет
Старый и больной мерин Холстомер (это прозвище коня после первого хозяина) рассказывает другим лошадям в табуне свою историю. Он был породистым жеребцом, однако имел дефект породы — пежины (белые пятна). С самого детства из-за окраса Холстомер считался лошадью «второго сорта», хотя был очень быстр. Однажды он влюбился в кобылу; после этого конюхи кастрировали Холстомера, он стал мерином. Его подарили конюшему, позже владелец, испугавшийся того, что его конь был быстрее графского, продал Холстомера барышнику, потом он много раз сменил владельца. Больше всего Холстомер рассказывал об офицере Никите Серпуховском. Холстомер восторженно о нём говорил, хотя именно Серпуховской покалечил коня, загнав его, когда спешил за бросившей того любовницей. Позже Серпуховской появится в гостях у последнего хозяина Холстомера, уже опустившись и промотав своё состояние. Повесть завершается описанием смерти Холстомера и последовавшей много лет спустя смерти Серпуховского. Толстой противопоставляет забитого коновалом в овраге коня, который честно служил своим хозяевам и даже после смерти которого его шкура и мясо кому-то пригодились, и помпезные похороны Серпуховского, который при жизни был всем только в тягость.

## История создания

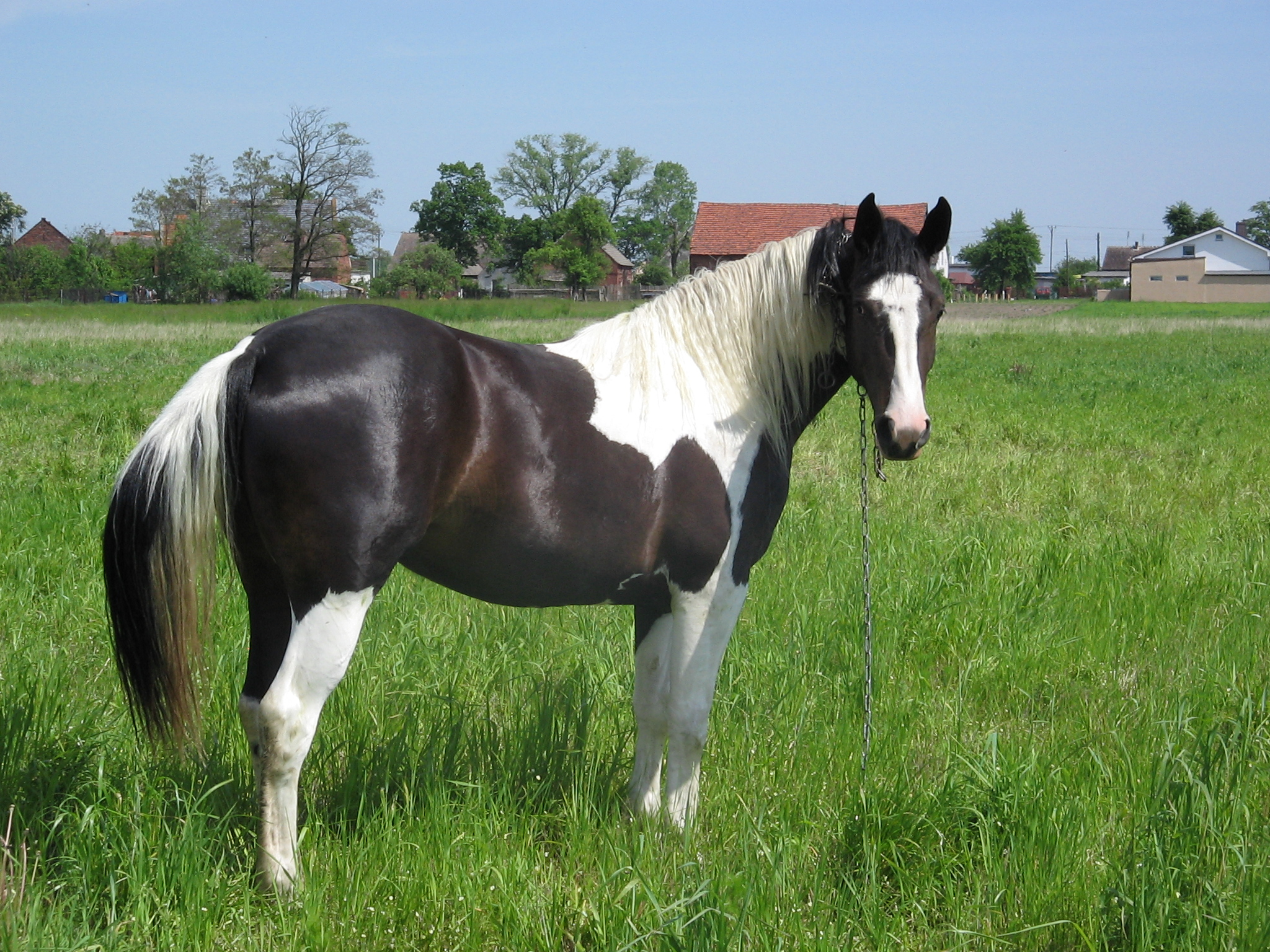
Пегий мерин, от лица которого ведётся почти всё повествование повести

Повесть была задумана в 1856 году, когда коннозаводчик Александр Стахович рассказал Толстому историю пегого рысака по кличке Холстомер, происходившего с Хреновского конного завода. Брат Стаховича, известный писатель Михаил Стахович собирался описать эту историю в повести «Похождения пегого мерина», но смерть в 1858 году не дала ему воплотить замысел. По воспоминаниям и дневникам известно, что Толстой работал над повестью в 1863 году, но забросил её. В 1885 году, готовя к изданию очередное собрание сочинений, Софья Толстая обнаружила в бумагах черновики и убедила писателя возобновить работу. Толстой закончил «Холстомера» в следующем году, и он был впервые издан в третьем томе пятого издания собрания сочинений.

## Критика
Виктор Шкловский приводит «Холстомера» как один из примеров использования Толстым приёма «остранения»: ведение рассказа от лица лошади позволило автору, например, дать критику института собственности мыслящим существом, столкнувшимся с ним впервые.

## В культуре
Художник Николай Сверчков, ознакомившись с произведением, написал Льву Толстому: «Прочитав Ваш чудесный рассказ о грустной судьбе бедного Холстомера, я не мог отказать себе, чтобы не изобразить это достойное животное». Две акварели: «Холстомер в молодости» и «Холстомер в старости», подаренные им в 1887 году писателю, теперь хранятся в Музее Л. Н. Толстого в Москве.
«Памяти несравненного пегого рысака Холстомера» посвятил свой рассказ о беговой лошади «Изумруд» (1907) А. И. Куприн.
«Холстомер» неоднократно инсценировался. Спектакль «История лошади», поставленный в 1975 году в БДТ имени Горького (Ленинград) Марком Розовским и Георгием Товстоноговым с Евгением Лебедевым в роли Холстомера, стал одной из визитных карточек театра. В 1989 году была снята телеверсия спектакля.
В 2006 году по мотивам повести был снят украинский фильм «Когда боги уснули» режиссёра Игоря Парфёнова, главные роли в котором сыграли Никита Джигурда и Армен Джигарханян.
В 2012 году в Москве в Камерном музыкальном театре имени Б. А. Покровского была показана опера «Холстомер» композитора Владимира Кобекина.